# Artificial Soldier
Artificial Soldier è un album in studio del gruppo musicale canadese Front Line Assembly, pubblicato nel 2006.

## Tracce
1. Unleashed – 5:19
2. Low Life – 5:32
3. Beneath the Rubble – 6:28
4. Dissension – 6:08
5. Buried Alive – 5:31
6. Dopamine – 6:33
7. Social Enemy – 5:25
8. Future Fail – 6:13
9. The Storm – 5:14
10. Humanity (World War 3) + Fawnchopper (traccia nascosta) – 13:40

## Formazione
Front Line Assembly
- Bill Leeb – voce (1–7, 10), tastiera (4, 5, 8–10)
- Rhys Fulber – tastiera (1, 2, 6, 8, 10), programmazioni (3)
- Chris Peterson – programmazioni (1–9), tastiera (1–9)
- Jeremy Inkel – programmazioni (3, 5, 7, 9), tastiera (3, 5, 7, 9)

Altri musicisti
- Jared Slingerland – chitarra (4)
- Adrian White – chitarra (6)
- Jean-Luc De Meyer – voce (8)
- Eskil Simonsson – voce (9), tastiera (9)